# SN 1968C
SN 1968C – supernowa odkryta 29 lutego 1968 roku w galaktyce A110012+2643. W momencie odkrycia miała maksymalną jasność 17,80m.